# 基斯特峰
46°20′53″N 7°47′5.4″E / 46.34806°N 7.784833°E
基斯特峰（德語：Chistehorn）是瑞士瓦萊州的山峰，位於該國南部，屬於伯尔尼山的一部分，海拔高度2,785米，每年平均降雨量1,585毫米。

## 外部連結
- Chistehorn on Hikr（页面存档备份，存于）